# 19 tháng 1
Ngày 19 tháng 1 là ngày thứ 19 trong lịch Gregory. Còn 346 ngày trong năm (347 ngày trong năm nhuận).

## Sự kiện
- 379 – Hoàng đế Gratianus thăng Flavius Theodosius làm Augustus, và trao cho người này quyền lực tại toàn bộ các tỉnh đông bộ của Đế quốc La Mã.
- 1419 – Chiến tranh Trăm Năm: Rouen đầu hàng Henry V của Anh, cuộc tái chiếm Normandie của ông hoàn thành.
- 1785 – Quân Xiêm lọt vào trận địa mai phục của quân Tây Sơn, Trận Rạch Gầm – Xoài Mút bắt đầu, tức ngày 9 tháng 12 năm Giáp Thìn.
- 1806 – Anh Quốc xâm chiếm Mũi Hảo Vọng.
- 1817 – Một đội quân 5.423 binh sĩ, dẫn đầu bởi tướng José de San Martín, bắt đầu vượt qua dãy Andes từ Argentina, sau đó họ tiến đến giải phóng khu vực nay là Chile rồi Peru khỏi Đế quốc Tây Ban Nha.
- 1839 – Công ty Đông Ấn Anh chiếm Aden.
- 1871 – Chiến tranh Pháp-Phổ: Trong Cuộc vây hãm Paris, Phổ chiến thắng tại Trận St. Quentin. Trong khi đó, nỗ lực của quân Pháp nhằm phá vây trong Trận Buzenval kết thúc trong thất bại và ngày hôm sau.
- 1899 – Sudan thuộc Anh-Ai Cập được thành lập.
- 1915 – Chiến tranh thế giới thứ nhất: Trận Jassin ở Đông Phi kết thúc với thắng lợi của Quân đội Đức.
- 1919 – Quân chủ quốc miền Bắc được thành lập tại Porto, Bồ Đào Nha, mục đích là nhằm phục vị cho Manuel II.
- 1920 – Thượng viện Hoa Kỳ bỏ phiếu chống lại việc gia nhập Hội Quốc Liên.
- 1935 – Coopers Inc. bán những chiếc quần sịp đầu tiên trên thế giới tại thành phố Chicago, Hoa Kỳ.
- 1942 – Chiến tranh thế giới thứ hai: Quân đội Nhật Bản xâm nhập Myanmar.
- 1946 – Tướng Douglas MacArthur thành lập Tòa án Quân sự Quốc tế Viễn Đông tại Tokyo nhằm, phục vụ cho việc xét xử các tội phạm chiến tranh người Nhật Bản.
- 1966 – Indira Gandhi trở thành thủ tướng thứ năm của Ấn Độ, cũng là nữ thủ tướng đầu tiên.
- 1974 – Hải quân Trung Quốc giành chiến thắng trong Hải chiến Hoàng Sa trước Hải quân Việt Nam Cộng hòa, bắt đầu chiếm đóng hoàn toàn quần đảo Hoàng Sa.
- 1993 – Cộng hòa Séc và Slovakia gia nhập Liên Hợp Quốc.
- 2005 – Thị trưởng Seoul Lee Myung-bak tuyên bố rằng danh xưng Trung văn của thành phố đổi thành "Thủ Nhĩ" (首爾), từ "Hán Thành" (漢城) không còn được sử dụng.
- 2006 – NASA tiến hành phóng tàu vũ trụ New Horizons từ Trung tâm vũ trụ Kennedy nhằm nghiên cứu sao Diêm Vương và vành đai Kuiper
- 2011 – Nguyễn Phú Trọng trở thành Tổng Bí thư Ban Chấp hành Trung ương Đảng Cộng sản Việt Nam, thay thế Nông Đức Mạnh.
- 2012 – Trang thông tin điện tử chia sẻ dữ liệu Megaupload bị Cục Điều tra Liên bang đóng cửa.
- 2025 – Công ty ByteDance cùng với một số ứng dụng của nó, điển hình là TikTok đã bị cấm ở Hoa Kỳ vì lý do bảo mật.[1] Điều này đã khiến gần hàng triệu người dùng ở Mỹ "tị nạn" sang một ứng dụng khác, Xiaohongshu (dù ứng dụng này trực tiếp bị quản lý bởi chính phủ Trung Quốc), tạo nên một sự kiện trao đổi văn hóa chưa từng thấy giữa người Mỹ và người Trung Quốc.[2]

## Sinh
- 398/399 – Pulcheria, hoàng hậu của Đế quốc Đông La Mã, được phong thánh (m. 453)
- 1544 – François II, quốc vương của Pháp (m. 1560)
- 1655 – Nạp Lan Tính Đức, thi nhân triều Thanh tức ngày 12 tháng 12 năm Giáp Ngọ (m. 1685)
- 1736 – James Watt, nhà phát minh người Anh Quốc (m. 1819)
- 1762 – Tống Phúc Thị Lan, hoàng hậu đầu tiên của nhà Nguyễn, chánh thất của vua Gia Long (m. 1814)
- 1798 – Auguste Comte, triết gia người Pháp (m. 1857)
- 1807 – Robert E. Lee, tướng lĩnh người Mỹ (m. 1870)
- 1809 – Edgar Allan Poe, nhà văn, nhà thơ người Mỹ (m. 1849)
- 1813 – Henry Bessemer, kỹ sư và doanh nhân người Anh Quốc (m. 1898)
- 1836 – Gottlieb Graf von Haeseler, sĩ quan quân đội người Đức (m. 1919)
- 1839 – Paul Cézanne, họa sĩ người Pháp (m. 1906)
- 1890 – Georg Albert, vương của Schwarzburg-Rudolstadt (s. 1838)
- 1900 – Mikhail Isakovsky, nhà thơ người Liên Xô, tức ngày 7 tháng 1 theo lịch Julius (m. 1973)
- 1911 – Lê Thị Lựu, nữ hoạ sĩ người Việt Nam (m. 1988)
- 1912 – Leonid Kantorovich, nhà kinh tế học người Liên Xô, đoạt giải Nobel, tức 6 tháng 1 theo lịch Julius (m. 1986)
- 1919 – Park Choong-hoon, quân nhân, kinh tế gia, chính trị gia người Hàn Quốc, quyền tổng thống của Hàn Quốc (m. 2001)
- 1920 – Javier Pérez de Cuéllar, nhà ngoại giao người Peru, Tổng thư ký Liên Hợp Quốc
- 1922 – Miguel Muñoz, cầu thủ và huấn luyện viên bóng đá người Tây Ban Nha (m. 1990)
- 1923 – Markus Wolf, điệp viên người Đức (m. 2006)
- 1926 – Trần Thanh Phong, tướng lĩnh Quân lực Việt Nam Cộng hòa (mất 1972)
- 1933 – Larry King (mất 2021)
- 1937
  - Birgitta, Công chúa Thụy Điển
  - Joseph Nye, nhà khoa học chính trị người Mỹ
- 1942 – Thom Mayne, kiến trúc sư người Mỹ
- 1944 – Peter Lynch, doanh nhân người Mỹ
- 1946
  - Julian Barnes, tác gia người Anh
  - Dolly Parton, ca sĩ, diễn viên người Mỹ
- 1947 – Leszek Balcerowicz, nhà kinh tế học, chính trị gia người Ba Lan
- 1955 – Đỗ Trung Quân, nhà thơ người Việt Nam
- 1966 – Stefan Edberg, vận động viên quần vợt người Thụy Điển
- 1969 – Steve Staunton, cầu thủ bóng đá người Ireland
- 1972 – R-Truth, đô vật người Mỹ
- 1976 – Anh Ngọc, nhà báo người Việt Nam
- 1977 – Nicole, ca sĩ người Chile
- 1980 – 
  - Mã Lâm, vận động viên bóng bàn người Trung Quốc
  - KOTOKO, ca sĩ người Nhật Bản
- 1981 – Quang Hà, ca sĩ người Việt Nam
- 1983 – Utada Hikaru, ca sĩ - nhạc sĩ người Mỹ gốc Nhật
- 1986 – 
  - Claudio Marchisio, cầu thủ bóng đá người Ý
  - Vĩnh Thuyên Kim nữ ca sĩ người Việt Nam
- 1988 – Yamamoto Yusuke, diễn viên người Nhật Bản
- 1991 – Hwang In-yeop, diễn viên, người mẫu người Hàn Quốc
- 1992 – Logan Lerman, diễn viên người Mỹ
- 1998 – Hanbin, ca sĩ người Việt Nam đang hoạt động tại Hàn Quốc, thành viên nhóm nhạc Tempest

## Mất
- 1048 – Lý Nguyên Hạo, hoàng đế của Tây Hạ, tức ngày Tân Mùi (2) tháng 1 năm Mậu Tý.
- 1629 – Abbas I, shah của triều Safavid (s. 1571)
- 1896 – Ludwig Georg von Spangenberg, tướng lĩnh Phổ (s. 1826)
- 1929 – Lương Khải Siêu, học giả, nhà báo người Trung Quốc (s. 1873)
- 1969 – Jan Palach, sinh viên, nhà hoạt động chính trị người Séc (s. 1948)
- 1971 – Nicolai Rubtsov, nhờ thơ người Liên Xô (s. 1936)
- 1974 –  Huỳnh Duy Thạch, sĩ quan quân đội người Việt Nam (s. 1943)
- 1990 – Osho, nhà thần bí và guru người Ấn Độ (s. 1931)
- 1992 – Nguyễn Văn Tỵ, họa sĩ người Việt Nam (s. 1917)
- 2000 – Hedy Lamarr, nữ diễn viên người Áo-Mỹ (s. 1914)
- 2002 – Điềm Phùng Thị, nhà điêu khắc người Việt Nam (s. 1920)
- 2005 – Hoàng Phê, nhà từ điển học người Việt Nam (s. 1919)
- 2017 – Loalwa Braz, ca sĩ người Brasil (s. 1953)